# ネオクラシックダークウェーブ
ネオクラシック・ダーク・ウェーブ（英：Neoclassical dark wave）は、ダークウェーブミュージックのサブジャンルで、クラシック音楽の影響を強く受け、幽玄な雰囲気とソプラノボーカルが特徴である。

## 解説
1980年代半ば、デッド・カン・ダンスとイン・ザ・ナーセリーは、ネオクラシック・ダークウェーブというジャンルの基礎を築いた影響力のあるアルバムをリリースした。
1985年、デッド・カン・ダンスは『Spleen and Ideal』をリリースし、バンドの「中世ヨーロッパ・サウンド」を開始した。
1987年、 イン・ザ・ナーセリー は『Stormhorse』をリリースし、シンフォニック/ポスト・インダストリアルなサウンドは「ドラマチックな叙事詩のバックミュージックとして想定される」ものであることを示す。